# Poganty
Poganty (deutsch Poganten) ist ein kleiner Ort in der polnischen Woiwodschaft Ermland-Masuren, der zur Gmina Giżycko (Landgemeinde Lötzen) im Powiat Giżycki (Kreis Lötzen) gehört.

## Geographische Lage
Poganty liegt am Südufer des Dargainen-Sees (polnisch Jezioro Dargin) im nördlichen Osten der Woiwodschaft Ermland-Masuren. Bis zur Kreisstadt Giżycko (Lötzen) sind es sieben Kilometer in südlicher Richtung.

## Geschichte
Der als Vorwerk entstandene kleine Ort Poganten bestand im Wesentlichen aus einem mittleren Hof und war bis 1945 eine Ortschaft im Gutsbezirk Pierkunowen (1935 bis 1945 Perkunen, polnisch Pierkunowo). Die Muttergemeinde war Amtsdorf und gehörte zum Kreis Lötzen im Regierungsbezirk Gumbinnen (1905 bis 1945 Regierungsbezirk Allenstein) in der preußischen Provinz Ostpreußen. Im Jahre 1910 zählte der Ort 43 Einwohner.
In Kriegsfolge kam der kleine Ort 1945 mit dem gesamten südlichen Ostpreußen zu Polen und trägt seitdem die polnische Namensform „Poganty“. Heute ist er eine Ortschaft im Verbund der Gmina Giżycko (Landgemeinde Lötzen) im Powiat Giżycki (Kreis Lötzen), vor 1998 der Woiwodschaft Suwałki, seither der Woiwodschaft Ermland-Masuren zugehörig.

## Religionen
Bis 1945 war Poganten in die Evangelische Pfarrkirche Lötzen in der Kirchenprovinz Ostpreußen der Kirche der Altpreußischen Union und in die Katholische Pfarrkirche St. Bruno Lötzen im Bistum Ermland eingepfarrt. 
Heute gehört Poganty zur Pfarrei p.w. św. Kazimierza Królewicza in Giżycko im Bistum Ełk (Lyck) der Römisch-katholischen Kirche in Polen bzw. zur Evangelischen Pfarrkirche in Giżycko in der Diözese Masuren der Evangelisch-Augsburgischen Kirche in Polen.

## Verkehr
Der Uferort Poganty ist auf einer Landwegverbindung zu erreichen, die von der Stadt Giżycko über Antonowo (Antonowen, 1938 bis 1945 Antonsdorf) und Pierkunowo (Pierkunowen, 1935 bis 1945 Perkunen) direkt in den Ort führt. 